# Дикшитар, Вишнампет Рамачандра
Вишнампет Р. Рамачандра Дикшитар (англ. Vishnampet R. Ramachandra Dikshitar; там. ராமச்சந்திர தீக்ஷிதர்; 16 апреля 1896 — 24 ноября 1953) — индийский тамильский историк, индолог, дравидолог и санскритолог. Был профессором истории и археологии Мадрасского университета и автором ряда научных трудов, в том числе стандартных учебников по истории Индии.

## Биография
Рамачандра Дикшитар родился 16 апреля 1896 года в тамильской деревне Вишнампеттай (Вишнампет) в Британской Индии, в семье ортодоксальных брахманов. Он окончил среднюю школу в Тхируккаттупалли, а затем, в 1920 году, с отличием окончил Сейнт-Джозеф колледж в Тиручирапалли, получив степень бакалавра по истории. В 1923 году Дикшитар получил степень магистра по истории вместе с  дипломом по экономике, а в 1927 году — докторскую степень от Мадрасского университета.
Дикшитар сначала преподавал историю в Сейнт-Джозеф колледже в Тиручирапалли. В 1928 году он начал преподавать на кафедре истории и археологии Мадрасского университета, а в 1947 году получил звание профессора. Дикшитар занимал должность профессора Мадрасского университета до самой своей смерти 24 ноября 1953 года.
Дикшитар специализировался на истории Индии, и в частности, на тамильской истории. Он также был уважаемым санскритологом.

## Наследие
Бывший руководитель Археологического управления Индии д-р. Нагасвами отозвался о Рамачандре Дикшитаре следующим образом:

Профессор Рамачандра Дикшитар воистину был научным светилом в области южноиндийской истории и культуры. Его семейные корни уходили глубоко в ведийскую и санскритскую традицию: предки его были известными ведийскими учёными и совершали ведийские яджны, а их потомок сделал своей жизненной миссией систематическое изучение истории и культуры своей родной земли, тамильского региона, и неустанно работал в этой области до самой своей смерти. С ранней юности, он занимался изучением древней тамильской литературы, и позднее стал её знатоком….  Его глубокое понимание тамильских текстов позволили ему перевести на английский язык такие бессмертные шедевры тамильской литературы, как «Шилапатхикарам» и «Тирукурал». Эти два перевода с тамильского, классики сами по себе, передают истинный смысл этих литературных памятников и стоят наиболее близко к оригиналу из всех переводов, появившихся по сей день. Его изучение политики Маурьев и Гуптов, а также древнеиндийских войн, были первыми в этой области. Он подчёркивал важность изучения Пуран и, при содействии Мадрасского университета составил «индекс Пуран» в трёх томах. Его труд «Индуистская административная система» является вехой в развитии административной истории.

### Историческая методология

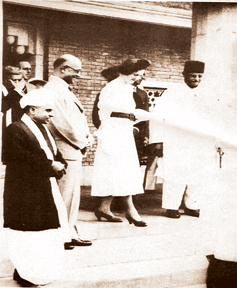
Профессор В. Р. Рамачандра Дикшитар с губернатором Мадраса лордом Эрскиным и его женой леди Эрскин во время празднования 300-летия Мадраса в 1939 году.

Рамачандра Дикшитар ввёл новую методологию изучения истории Древней Индии. В своей книге «Warfare in Ancient India» («Война в Древней Индии») он говорит об использовании виман в древнеиндийских войнах и утверждает, что бумеранг был известен древнему населению Южной Индии. Как следствие этого, данная книга часто цитируется историками Сангх паривара (в основном по причине виманов) и дравидологами из-за содержащейся в ней гипотезы о происхождении бумеранга.
Из его книги «Warfare in Ancient India» очевидно, что он считал упоминания о виманах вполне реальными:

Принимая во внимание происходящее в настоящее время в мире, нет более интересного вопроса, чем вклад Индии в развитие науки аэронавтики. В нашей объёмной пуранической и эпической литературе содержится множество примеров, которые показывают, как легко и чудесно древние индийцы покорили воздух. До самого недавнего времени, как западные, так и восточные учёные поверхностно оценивали всю информацию, содержащуюся в этой литературе, называя её продуктом воображения и отвергая её как вымысел. Сама идея подвергалась осмеянию и люди даже утверждали, что это было физически невозможно для человека использовать летательные аппараты. Но в настоящее время, когда существуют воздушные шары, самолёты, и другие летательные аппараты, произошло большое изменение наших идей в отношении этого предмета…до того, как самолёты и дирижабли увидели свет в нашем веке, летающяя вимана Рамы или Раваны рассматривалась как простая выдумка сочинителя мифов. Мохан-астра, или «стрела бессознания» древности, до совсем недавнего времени считалась продуктом легенд, пока мы не узнали о бомбах, выпускающих ядовитые газы. Мы в долгу перед деятельными учёными и исследователями, которые неустанно трудятся и приносят свои факела в глубину пещер и раскопок древности, откапывая ценные свидетельства, указывающие на покрытую пеленой тумана античность чудесных творений человечества.
В своей книге «Origin and Spread of the Tamils» («Происхождение и расселение тамилов»), Дикшитар относит Австралию и Полинезию к регионам, которые были известны древним обитателям Южной Индии. Таким образом, Дикшитар выдвигает предположение, что южноиндийские торговцы древности, по крайней мере имели общую идею о существовании Австралийского континента за долго до того, как тот был открыт португальскими и голландскими мореплавателями XVI — XVII веков.

## Избранная библиография
Рамачандра Дикшитар был автором ряда книг по истории. Он также был главным редактором серии книг по истории Мадрасского университета. Его основные труды:
- Dikshitar, V. R. Ramachandra. Kautilya and Machiavelli (неопр.). — 1927.
- Dikshitar, V. R. Ramachandra; Sakkottai Krishnaswamy Aiyangar. Hindu Administrative Institutions (неопр.). — University of Madras, 1929.
- Dikshitar, V. R. Ramachandra. Some Pandya kings of the thirteenth century (англ.). — 1930.
- Dikshitar, V. R. Ramachandra. The Mauryan Polity (неопр.). — 1932.
- Dikshitar, V. R. Ramachandra. Indian Culture (неопр.). — Indian Research Institute, 1935.
- Dikshitar, V. R. Ramachandra. Studies in Tamil language and history (неопр.). — University of Madras, 1936.
- Dikshitar, V. R. Ramachandra. The Śilappadikāram (англ.). — Oxford University Press, 1939.
- Dikshitar, V. R. Ramachandra. The Lalitā Cult (неопр.). — University of Madras, 1942.
- Dikshitar, V. R. Ramachandra. Origin and Spread of the Tamils (неопр.). — Adyar Library, 1947.
- Thiruvalluvar; V. R. Ramachandra Dikshitar. Tirukkural: With English Translation (неопр.). — Adyar Library, 1949.
- Dikshitar, V. R. Ramachandra. Pre-historic South India (неопр.). — University of South India, 1951.
- Dikshitar, V. R. Ramachandra. The Purana index (неопр.). — 1951.
- Dikshitar, V. R. Ramachandra. The Gupta Polity (неопр.). — 1952.

### На русском
- Вишнампет Р. Рамачандра Дикшитар. Война в Древней Индии. Философия, этика, стратегия, тактика / Пер. с англ. А. Б. Давыдовой. — М.: ЗАО Центрполиграф, 2012. — 351 с. — ISBN 978-5-9524-5005-9.